# Modenas
Motosikal Dan Enjin Nasional Sdn. Bhd (Entreprise Nationale de Motos et Moteurs), plus connue sous le nom de Modenas, est une entreprise publique malaisienne de fabrication de motos, produisant différents modèles de petites cylindrées en dessous des 200 cm3, avec pour cible le marché local et l'export. Le siège de la société et son usine sont situés dans la petite ville de Gurun dans l'État de Kedah en Malaisie.
L'histoire de l'entreprise commence au début des années 1990. Après le succès du fabricant malaisien d'automobile Proton, le gouvernement décide de lancer un projet de motos nationales. Modenas voit le jour en 1995 et les actionnaires principaux sont Kawasaki, Khazanah Nasional et DRB-HICOM. La première moto sort de la chaîne d'assemblage en juin 1996.
Modenas fabrique sa millionième unité en mai 2007. Aujourd'hui, Modenas exporte sa production vers dix-sept pays, la Grèce, Russie et l'Amérique du Sud étant son plus gros marché.

## Modèles
De manière générale, Modenas produit des modèles de motos de cylindrée inférieure à 250 cm3. La majorité sont des scooters et des cyclomoteurs.

### Kriss 110
- Puissance maximale : 9 ch (6,6 kW) à 8 500 tr/min
- Couple maximal : 9,3 N m à 4 000 tr/min

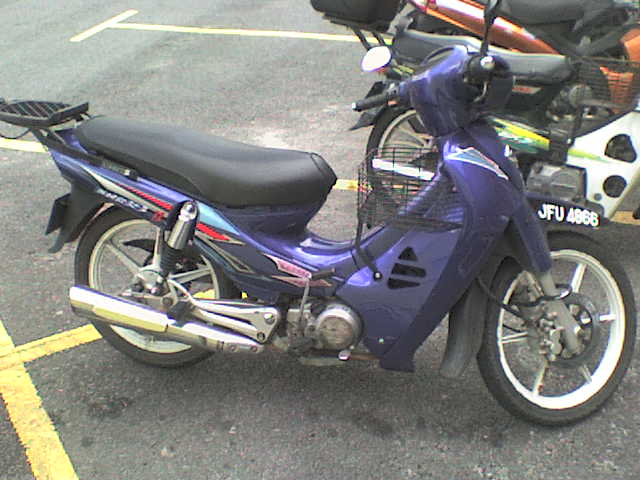
Modenas Kriss 2 avec un frein à disque à l'avant.

- Architecture moteur : ACT 2 soupapes, monocylindre 4-temps, refroidi par air
- Cylindrée : 111 cm3 (53 × 50,6 mm)
- Réservoir : 4,3 L
- Poids à sec : environ 100 kg
- Boîte de vitesses : 4 rapports
- Vitesse maximale : environ 140 km/h

La Modenas Kriss est le premier modèle lancé par la marque en 1996. Si à l'origine, le mot kriss désigne une arme blanche de cérémonie caractéristique de l'Indonésie et de la Malaisie, certains magasins au Royaume-Uni ont annoncé, à tort, que ce nom venait en fait de l'acronyme d'un célèbre pilote de course américain, Kenny Roberts, à la suite de la fabrication par Modenas de certaines motos pour son équipe de course, Modenas KR.
Ce modèle a été présenté au public lors de la parade de la fête nationale malaisienne en 1996, puis mis en production à la fin de l'année. Le modèle original utilisait alors des freins à tambour, mais en 1999, les modèles munis de freins à disque furent lancés, sous le nom de Kriss 2 (ou Kriss 115 Sports dans certains pays). Animée par le moteur Kawasaki 111 cm3, la Kriss devint la moto la plus vendue en Malaisie.
Une autre variante de la Kriss, connue sous le nom de Kriss SG fut lancée en 2002. Cependant, contrairement aux autres variantes, celle-ci fut un échec commercial à cause de son design dépassé.
Toutes les séries Kriss subirent un lifting en 2003, en particulier sur les phares, afin d'améliorer leur style.
En 2005, toutes les variantes de Kriss 110 ont laissé place à la production de la Kristar, la Kriss 100 restant le seul modèle disponible de Kriss. Cependant, Modenas décida du retour en production de la Kriss 110, sous le nom de Kriss 110SE, à la suite d'une forte demande des clients.

#### Kriss 110 SE
- Puissance maximale : 9 ch (6,6 kW) à 8 500 tr/min
- Couple maximal : 9,3 N m à 4 000 tr/min
- Architecture moteur : ACT, 2 soupapes, monocylindre 4-temps, refroidi par air
- Cylindrée : 111 cm3 (53 × 50,6 mm)
- Réservoir : 4,3 L
- Poids à sec : 96 kg
- Boîte de vitesses : 4 rapports
- Vitesse maximale : environ 140 km/h

C'est une variante de la Kriss. Cette dernière continuant de figurer dans les meilleures ventes de motos (devant la Kristar), Modenas décida, en août 2006, de son retour sous le nom de Kriss 110SE (Second Edition ou Deuxième Édition).

#### Kriss 100
Avec le succès des différentes variantes de Kriss dominant le marché des cylindrées de moins de 110 cm3 sur le marché malaisien, Modenas lança un autre modèle de Kriss, cette fois avec un moteur de 97 cm3 développé en interne. Ce modèle utilise le même châssis et les mêmes composants que les autres modèles de la gamme Kriss, à l'exception du moteur. De plus, il n'y a aucune option de freins à disque disponible pour la Kriss 100.

### KR3 500
- Puissance maximale : Plus de 175 ch à 12 200 tr/min
- Architecture moteur : Tricylindre en V, 2-temps
- Cylindrée : 498 cm3 (59,6 × 59,6 mm)
- Alimentation : carburateurs Keihin, CDI
- Boîte de vitesses : 6 rapports
- Embrayage : multidisque
- Cadre : double berceau en aluminium
- Suspension avant : fourche télescopique Ohlins
- Suspension arrière : amortisseurs Ohlins
- Frein avant : 2 freins à disque carbone Brembo
- Frein arrière : 1 disque en acier Brembo
- Roues : 17 pouces avant et arrière
- Empattement : 1 370 mm
- Poids à sec : environ 116 kg

La Modenas KR3 était la première moto de course produite par Modenas. Elle est motorisée par un 500 cm3 de troisième génération, différent de la plupart des autres moteurs 500 cm3 de MotoGP qui utilisaient des 4-cylindres. La KR3 a été construite par Modenas pour l'écurie de course Modenas KR de 1997 à 2001 avant une prise en charge par Proton de 2002 à 2004 avec la même machine et avant que l'équipe ne migre sur des machines Proton KR V5.

### Jaguh 175
- Puissance maximale : 16 ch (11,8 kW) à 8 500 tr/min
- Couple maximal : 13,7 N m à 7 500 tr/min
- Architecture moteur : ACT, 2 soupapes, monocylindre 4-temps, refroidi par air
- Cylindrée : 174 cm3 (65 × 52,4 mm)
- Réservoir : 14 L
- Poids à sec : 132 kg
- Boîte de vitesses : 5 rapports
- Vitesse maximale : environ 130 ~ 140 km/h

En 1999, Modenas fabriqua un petit modèle de routière basé sur la populaire Kawasaki Vulcan. Ce modèle ciblait les motards qui souhaitaient posséder une grosse moto routière, mais ne pouvaient se le permettre à cause des taxes très élevées mises en place par le gouvernement sur les motos importées, et aussi à la suite du refus des banques de financer des prêts sur des motos aussi imposantes.

### Karisma 125
- Puissance maximale : 6,8 kW à 8 500 tr/min
- Couple maximal : 9,3 N m à 7 500 tr/min
- Architecture moteur : ACT, 2 soupapes, monocylindre 4-temps, refroidi par air
- Cylindrée : 124,9 cm3 (51,5 × 60 mm)
- Réservoir : 7,5 L
- Poids à sec : 105 kg
- Boîte de vitesses : Variateur de vitesse
- Vitesse maximale : environ 140 km/h

Au début des années 2000, de plus en plus de modèles de scooters furent introduits en Malaisie. Cependant, Kawasaki n'ayant jamais produit de scooter, Modenas se tourna vers une société de scooter taïwanaise, afin d'effectuer le transfert de technologie.
Le début de la production souffrit d'une mauvaise conception, mais après quelques améliorations, le produit devint meilleur et depuis la Karisma domina le marché du scooter malaisien, à compter de 2004.

### Elit
En août 2003, Modenas lança trois scooters, basés sur le modèle produit par PGO Scooters, de Taïwan. Le Modenas Elit, un scooter PGO T-Rex renommé, a été lancé comme alternative au modèle Karisma, en deux cylindrées (125 cm3 et 150 cm3). Un autre modèle 150 cm3 de chez PGO, le G-Max 150 fut présenté sous l'appellation de Elit Sports, avec un moteur plus agressif, des freins à disque à l'arrière, un cadre en alliage et différents styles de châssis.

### Ceria
- Puissance maximale : 5,5 kW à 7 750 tr/min
- Couple maximal : 7,38 N m à 6 500 tr/min
- Architecture moteur : ACT, 2 soupapes, monocylindre 4-temps, refroidi par air
- Cylindrée : 101 cm3 (51,5 × 48,5 mm)
- Réservoir : 6,7 L
- Poids à sec : 98 kg
- Boîte de vitesses : Variateur de vitesse
- Vitesse maximale : environ 90 km/h

Le Ceria fut lancé en même temps que le Elit. Aussi basé sur un modèle PGO (le Bubu 100), ce scooter avec un style plutôt rétro, utilise un moteur de 101 cm3, faisant du Ceria le scooter ayant la plus petite cylindrée jamais produit par Modenas.

### Dinamik
- Puissance maximale : 12,5 kW à 9 000 tr/min
- Couple maximal : 14,1 N m à 8 000 tr/min
- Architecture moteur : 2 soupapes, monocylindre, refroidi par air
- Cylindrée : 118 cm3 (54 × 51,8 mm)
- Réservoir : 4,6 L
- Poids à sec : 98 kg
- Boîte de vitesses : 6 rapports manuels
- Vitesse maximale : environ 150 km/h

Après avoir produit pendant des années des motos 4-temps, Modenas lança son premier 2-temps, le Dinamik, en même temps que le Elit et le Ceria. Modenas affirmait que ce modèle respectait les normes européennes en matière d'émissions de carbone, sans l'ajout d'un pot catalytique.
Ce modèle a été construit pour prendre part au Malaysian Cub Prix, une compétition dominée alors par Yamaha. Pendant l'épreuve, Modenas augmenta la cylindrée à 125 cm3 pour fournir plus de puissance et de couple.

### Elegan
- Puissance maximale : 13 ch (9,56 kW) à 8 000 tr/min
- Couple maximal : 11,7 N m à 6 000 tr/min
- Architecture moteur : ACT, 4-temps, 4 soupapes, monocylindre, refroidi par eau
- Cylindrée : 149,6 cm3 (57 × 58,6 mm)
- Réservoir (réserve) : 8,5 L (±0,3 L)
- Poids à sec : 144 kg
- Boîte de vitesses : Variateur de vitesse
- Vitesse maximale : environ 130 ~ 140 km/h

À la fin de février 2004, Modenas lança son premier scooter refroidi par eau, le Elegan. Ce modèle est conçu pour ceux qui veulent voyager sur de longues distances. En plus d'un moteur plus puissant refroidi par eau, le scooter Elegan est doté d'un réservoir plus grand accessible en dessous du guidon, d'un volumineux compartiment de rangement situé sous le siège et d'un compteur kilométrique, d'une jauge d'essence et d'un thermomètre à affichage numérique. Le cylindre moteur est recouvert de Ni-Si en céramique pour une plus grande fiabilité pendant les longs voyages.

### Kristar
Le Kristar a été lancé à la fin 2004. Modenas décida de produire le Kristar en tant que nouveau modèle, après près d'une décennie de production du Kriss. Malgré tout, le Kristar utilise le même moteur que le Kriss, bien que Modenas l'annonça comme plus économe en carburant (46,95 km/L à 90 km/h au lieu de 44 km/L pour le Kriss). L'économie est possible grâce au fait que le tube reniflard du réservoir de carburant est relié au collecteur d'admission, ce qui permet une meilleure émission de l'essence et donc une économie de carburant.
En plus du nouveau look et de son côté économe, le Kristar offre un compartiment de rangement sous le siège s'ouvrant grâce à la clé de contact, de double-phares avant, d'un élégant style superbike et d'un système de feux arrière à détection de panne (Modenas vantant le fait que son scooter est le seul à en être équipé).

### Passion
- Puissance maximale : 7,1 kW à 7 750 tr/min
- Couple maximal : 9,3 N m à 6 750 tr/min
- Architecture moteur : ACT, 2 soupapes, monocylindre 4-temps, refroidi par air
- Cylindrée : 124,9 cm3
- Poids à sec : 97 kg
- Boîte de vitesses : Variateur de vitesse
- Vitesse maximale : environ 130 km/h

Le Passion est le dernier modèle de scooter lancé par Modenas en janvier 2006. Utilisant une paire de roues de 14 pouces en fonte, le Passion est le concurrent direct du Yamaha Ego.

### X-cite
- Puissance maximale : 7,18 kW à 7 500 tr/min
- Couple maximal : 10,7 N m à 5 500 tr/min
- Architecture moteur : ACT, 2 soupapes, monocylindre 4-temps, refroidi par air
- Cylindrée : 130,4 cm3 (53,0 × 59,1 mm)
- Réservoir : 3,8 L
- Poids à sec : 102,5 kg
- Boîte de vitesses : 4 rapports rotatifs
- Vitesse maximale : environ 150 km/h

Le X-cite est le dernier modèle de moto lancé par Modenas en septembre 2006, présenté comme étant la plus large moto jamais fabriquée par Modenas, prévu pour concurrencer le Yamaha Y135LC à refroidissement à eau.
Les principales caractéristiques du X-cite sont :
- un réservoir accessible par le dessus, juste en dessous du guidon et ouvrable par la clé de contact ;
- un compartiment de stockage volumineux situé sous le siège ;
- un tachymètre ;
- un carburateur à vitesse constante avec capteur de position d'accélération Keihin ;
- un démarreur sécurisé pour une meilleure protection contre le vol ;
- des pistons enduits de molybdène.

### GT128
- Alimentation : carburateurs Keihin NCV 24 mm à vitesse constante avec capteur de position d'accélération, CDI
- Couple maximal : 10,7 N m à 5 500 tr/min
- Architecture moteur : ACT, 2 soupapes, monocylindre 4-temps, refroidi par air
- Cylindrée : 130,4 cm3 (53,0 × 59,1 mm)
- Réservoir : 4,3 L
- Poids à sec : 102,5 kg
- Boîte de vitesses : 4 rapports rotatifs
- Vitesse maximale : environ 150 km/h

Le nouveau GT128 a été lancé en mars 2009. Il introduit un châssis révolutionnaire et une nouvelle version du moteur Xcite 130. Ce modèle est devenu une des meilleures ventes de cyclomoteur en Malaisie en 2009. Actuellement, le GT128 est le modèle phare sur le marché pour Modenas.

### CT110
Une version dégradée du GT128, avec un moteur de 110 cm3. Il utilise le châssis révolutionnaire du GT128 tandis que la puissance principale vient du moteur du Kriss 110. Le CT est le remplaçant du Kriss 1 et 2.

## Participation à des courses de motos
Modenas a formé une écurie de course et a aidé d'autres écuries utilisant ses machines à prendre part au Malaysian Cub Prix, une compétition de cyclomoteurs organisée en Malaisie, où concourent aussi des machines Yamaha et Suzuki. L'écurie utilise des modèles Kriss pour la catégorie Wira et des Dinamik pour la catégorie Expert.
Modenas prit part aussi au Grand Prix moto avec son écurie Modenas KR, avant de la confier à Proton en 2001. Modenas avait construit pour la course, une machine de 500 cm3, tricylindre, 2-temps.